# El Cronista (Málaga)
El Cronista fue un diario español editado en Málaga entre 1895 y 1936.

## Historia
Fundado en 1895 por Eduardo León y Serralvo, originalmente como órgano del Partido Conservador en Málaga. León Serralvo, hombre estrechamente relacionado con el Partido Conservador, convirtió a El Cronista en el principal diario de la derecha malagueña. No obstante, nunca llegó a superar a otros periódicos como  La Unión Mercantil, la principal publicación malagueña, o el Diario de Málaga —más moderado que El Cronista—. El periódico siguió perteneciendo a la familia León-Serralvo, y con posterioridad llegaría a adoptar posturas más integristas y ultraconservadoras, apoyando a la Comunión Tradicionalista. Desapareció en 1936, tras el estallido de la Guerra civil.